# Царевич і циганка
Царевич і циганка — українська казка, яку вперше зібрав і опублікував 1847 року український письменник і фольклорист Пантелеймон Куліш.
Ця казка є місцевою формою казки типу ATU 408 «Любов до трьох апельсинів» міжнародного індексу Аарне-Томпсона-Утера. Як і у «Трьох апельсинах», казка розповідає про пошуки принцом нареченої, що живе в яйці, яку замінює фальшива наречена та проходить через цикл втілень, доки вона знову не відновить фізичну форму. На думку вчених, серед східнослов'янських мов варіанти казкового типу зустрічаються лише в Україні.

## Резюме
Принц хоче одружитися, але не може знайти наречену. Одного разу циганка радить йому залізти на вербу біля річки і принести три яйця, звідки він знайде свою наречену. Принц виконує вказівку і дістає три яйця з гнізда. Дорогою додому він помічає, що несе три яйця, і запитує себе, навіщо він їх несе. Тоді він випадково розбиває одне яйце, випускаючи з нього прекрасну діву, яка просить води. Принц забуває виконати її прохання, і вона помирає.
Він продовжує мандрівку і випускає з другого яйця другу дівчину, яка просить про те ж саме, що принц забуває виконати. Нарешті, він випадково розбиває третє яйце і випускає третю діву, якій дає води в капелюсі. Потім дівчина вилазить на вербу і просить принца повернутися з каретою.
Поки принца немає, з'являється та сама циганка, щоб подивитися на своє відображення у воді, чи гарна вона, і знаходить там, окрім свого, ще й відображення крашанки. Вона помічає крашанку на дереві, підтягує її до себе, топить, а потім переодягається в її одяг і видає себе за крашанку, щоб обдурити принца.
Що ж до яєчної діви, то вона перетворюється на рибу зі срібною та золотою лускою і плавниками. Принц ловить рибу і приносить її додому, щоб зварити, але фальшива наречена, яка знає, що риба — це справжня яєчна діва, бреше, що риба небезпечна і її треба позбутися. Принц кидає її в сад, і там проростає яблуня зі срібним і золотим листям, яка дає срібні та золоті яблука. Принц хоче зірвати яблука і з'їсти їх, але циганка каже йому, що плоди отруйні і сад треба вирубати.
Старий чоловік приносить додому частину яблуні, щоб зробити гребінець для себе і своєї дружини, а потім йде з дому. Коли він повертається, їжа приготована, а робота по господарству зроблена. Старе подружжя помічає, що з дерев'яного гребінця вилізла яєчна діва, і вдочеряє її. Одного дня принц помічає, що у старої пари, яка жила при його дворі, з'явився третій член сім'ї, і запитує чоловіка про дівчинку. Старий відповідає, що їхня прийомна донька вийшла з дерев'яного гребінця. Принц нарешті впізнає в дочці старого подружжя дівчину з верби і бере її як свою справжню наречену, а циганку виганяє, щоб згодувати свиням.

## Аналіз

### Казковий тип
Казку класифіковано за Класифікацією східнослов'янських народних казок (рос. СУС, трансліт. SUS) як тип SUS 408, рос. Любов до трьох апельсинів, трансліт. Lyubov do trrokh apel'syniv, досл. «Love for Three Oranges»: герой знаходить три апельсини, відпускає трьох дівчат і одружується з третьою; фальшива наречена замінює дівчину-плодовину, але наприкінці пара возз'єднується. Східнослов'янський тип відповідає, у міжнародному індексі Аарне-Томпсона-Утера, типу казки ATU 408 «Три апельсини». У статті в Enzyklopädie des Märchens вчений Крістін Шоджаей Каван розділила казку на шість розділів і заявила, що частини 3-5 являють собою «ядро» історії:
- (1) Стара жінка проклинає принца шукати принцесу з фруктів;
- (2) Принц знаходить помічників, які направляють його до місцезнаходження принцеси;
- (3) Принц знаходить фрукти (зазвичай три), відпускає дівчат усередині, але лише третя виживає;
- (4) Принц залишає принцесу на дереві біля джерела чи струмка, а рабиня або слуга бачить відображення принцеси у воді;
- (5) Рабиня або слуга замінює принцесу (послідовність трансформації);
- (6) Фруктова принцеса та принц возз'єднуються, а фальшива наречена покарана.

### Мотиви

#### Поява дівчини
Згідно з описом казки в міжнародному покажчику, дівчина може з'явитися з цитрусових, таких як апельсини та лимони. Однак вона також може вийти з гранатів або інших видів фруктів і навіть яєць. Відповідно до неопублікованого рукопису Волтера Андерсона, варіанти з яйцями замість фруктів з'являються в Південно-Східній Європі. Крім того, Крістін Шоджаей-Каван знайшла мотив героїні, що виходить із яйця, у слов'янських текстах.

#### Перетворення і фальшива наречена
Казковий тип характеризується підміною дружини-феї фальшивою нареченою. Зазвичай фальшива наречена (відьма чи рабиня) встромляє чарівну шпильку в голову чи волосся дівчини, і вона перетворюється на голубку. У деяких казках фруктова діва повертає свою людську форму і повинна підкупити фальшиву наречену на три ночі зі своїм коханим.
В інших варіантах дівчина проходить серію перетворень після звільнення від плоду і повертає собі фізичне тіло. У зв'язку з цим, згідно зі статтею Крістін Шоджаей-Каван, Крістін Голдберг розділила тип казки на дві форми. У першому підтипі, індексованому як AaTh 408A, фруктова діва зазнає циклу метаморфоз (риба-дерево-людина) — мотив, який Голдберг локалізує «від Близького Сходу до Італії та Франції» (зокрема, він з'являється в Греції та Східній Європі). У другому підтипі, AaTh 408B, дівчина за допомогою голки перетворюється на голубку.
Розлучившись зі своїм чоловіком, вона йде до палацу (сама чи з іншими дівчатами), щоб розповісти казки королю. Вона ділиться своєю історією з аудиторією, і вона її впізнає.

## Варіанти
Професор Микола Андрєєв зазначив, що тип казки 408 «Любов до трьох апельсинів» в Україні має 7 варіантів. Вчені також вважають, що тип казки не існує ні в російському, ні в білоруському корпусі казок, після Каталогу східнослов’янських народних казок, востаннє оновленого Левом Барагом у 1979 році, реєструє лише українські варіанти.

### Іван Манжура
В українській казці, зібраній українським поетом Іваном Манжурою під назвою «Три крашаночки», принц на ім'я Іван-царевич хоче одружитися, але жодна дівчина, яку він зустрічає, не підходить йому. Зневірившись, він гуляє ринком, коли стара жінка помічає сум царевича. Вона домовляється з Іваном, що якщо їй заплатять триста рублів, то вона дасть князю три крашаночки, які звільнять на вибір трьох дівчат. Іван купує три крашаночки і їде в степ. Він розламує першу крашаночку і випускає дівчину, яка просить води. Оскільки поблизу немає джерела води, дівчина помирає. Іван їде далі і відкриває другу крашанку, звільняючи ще одну дівчину, яка просить води, але помирає, не отримавши її. Нарешті, Іван вирішує звільнити останню діву біля джерела: він доходить до криниці і дає води яєчній дівчині. Помітивши свою оголеність, вона залазить на вербу і чекає на Івана, поки він йде за одягом. Після того, як князь від'їжджає, циганка з сусіднього намету йде до криниці, щоб набрати води, і бачить відображення дівчини у воді, а потім помічає її на дереві. Циганка повертається з глечиком до намету, а потім йде розмовляти з дівчиною на дереві. Вона розпитує все про дівчину, потім скидає її в колодязь і одягає на себе. Принц повертається і помічає, що його наречена не схожа на себе, а циганка вигадує історію про те, що сонце потемніло її шкіру, а вітер розкуйовдив волосся. У колодязі дівчина перетворюється на рибу, яку приносять додому, щоб приготувати кухарю. Залишається луска, яку змиває до місця, де проростає яблуня. Циганка наказує зрубати дерево і зробити з нього ліжко. Так і роблять. Однак вночі ліжко починає розмовляти і заважати циганці спати, тому вона наказує знищити ліжко. Уламок виживає у вогні і знову перетворюється на дівчину. Влаштовується весілля між принцом і циганкою, на якому присутня діва. Під час церемонії вона випускає голуба, який воркує і показує, що циганка — фальшива наречена, а справжня стоїть біля ганку. Іван-царевич дослухається до слів голуба і розуміє правду, возз'єднується зі своєю справжньою нареченою, а циганку карає, прив'язавши її до коней.

### Микола Левченко
Український літературознавець Микола Левченко опублікував українську казку з Поділля під назвою «Як королевич взяв собі за жінку зачаровану панну». У цій казці принц вирушає з дому в пошуках дружини. Він зустрічає стару жінку, яка спрямовує його до дуба в лісі, де лежать три яйця з дівчатами всередині. Принц знаходить дуб, дістає яйця і доходить до джерела. Він розбиває перше з них, і з нього виходить дівчина, яка просить води, але помирає. Те саме трапляється з дівчиною з другого яйця. Принц розбиває третє яйце і звільняє третю дівчину, якій дає води. Оскільки вона гола, він веде її на вербу, а сам повертається додому, щоб знайти для неї одяг. Поки його не було, циганка побачила яєчну діву, втопила її і зайняла її місце. Коли принц повертається, він знаходить замість неї циганку і приймає її за свою справжню наречену. Що ж до справжньої яєчної діви, то вона проходить цикл перетворень: перетворюється на золоту качку, яку циган наказує зварити; від неї залишається кісточка, яка перетворюється на золоту рибку. Циган наказує зварити рибку, але луска виживає і стає золотою яблунею. Циганка наказує зрубати яблуню, але уламок залишається, і стара жінка приносить його до своєї хати і кладе на полицю. Поки жінки немає вдома, з уламка виходить яєчна діва, щоб підмести її хату, а потім повертається до уламка. Стара жінка знаходить дівчину і всиновлює її. Яєчна діва починає займатися шиттям. Одного дня принц оголошує, що одружується з циганкою, і замовляє весільну сорочку. Яйцедіва вишиває на сорочці події, які з нею трапилися, що насторожує принца. Він їде до старої жінки, зустрічає яйцедіву, свою справжню наречену, і наказує прив'язати циганку до коней, а коней відпустити на волю.

### Вальтер Андерсон
Балтійсько-німецький вчений Вальтер Андерсон знайшов варіант казки типу ATU 408, вперше зібраний українським істориком Олексієм Маркевичем від одеських студентів, але рукопис якого було втрачено. Однак Андерсону вдалося реконструювати короткий зміст казки: Іван Каревич шукає наречену особливого роду, таку, що не має ні висхідних, ні низхідних, не має ні батька, ні матері. Він зустрічає добру стару відьму, яка велить йому розкопати три могили в степу, там він знайде шукану наречену, з білою хусткою на голові і золотим волоссям під нею. Іван Каревич знаходить свою наречену, оголену, і веде її на вербу, а сам йде за одягом для неї. Поки його немає, з'являється циганка, штовхає наречену у воду і займає її місце. Після повернення Івана Каревича циганка видає себе за нього. Справжня ж наречена перетворюється на рибу, яку рибалки приносять Іванові, але циганка просить її зварити. Так і відбувається, але в землю біля сходів падає луска, а з неї проростає яблуня з безліччю різнокольорових плодів. Циганка наказує спалити дерево, щоб використати його попіл у своїй лазні, але уламок виживає, і стара жінка забирає його до себе додому. Дівчинка виходить з уламка, щоб виконувати роботу по господарству для старенької. Вона також співає пісні та розповідає історії, чим привертає увагу Івана Каревича. Князь впізнає свою справжню наречену по білій хустці та золотому волоссю. Згідно з роботою Крістін Голдберг про тип казки, ця історія також належить до того ж циклу.

### Міхай Фінціцький
В українській карпатській казці, зібраній адвокатом Міхалем Фінцицьким і перекладеній угорською мовою під назвою A gazdag földesúr fia («Син багатого господаря»), син багатого шляхтича хоче відкрити світ і залишає дім. Він знаходить роботу у старенької жінки, і через три роки йому платять трьома яйцями. Юнак відкриває кожне яйце, у кожному з яких знаходиться дівчина, останню з яких він поливає водою. Юнак залишає дівку під листяним деревом і йде додому, щоб привезти карету. Поки його немає, з'являється циганка, яка про все розпитує дівку, потім штовхає її в колодязь і стає на її місце. Юнак повертається і бере циганку собі за наречену, приймаючи одну за іншу, а срібноволоса діва проходить через цикл перетворень: золота рибка, дерево (виросло з риб'ячої луски). Фальшива наречена наказує зрубати дерево і зробити з нього стовпчики. Юнак і циганка сплять на ліжку, а предмети починають розмовляти між собою вночі, перериваючи циганові сон. Таким чином, циганка наказує спалити стовпчики, але з вогню вилітає голуб. Яйцедіва повертається до людської подобу, і її усиновлює стара жінка на краю села. Одного разу вона ховає своє срібне волосся і йде до замку з іншими жінками, щоб працювати та співати, і розкриває свою історію. Згодом казку переклали українською мовою як «Три золоті яйця».

### Осип Роздольський
В українській казці, зібраній богословом Осипом Роздольським з джерела в Галичині під назвою «Панна з яйця» царський син вирушає шукати дружину, але не може знайти дівчини до вподоби. Одного разу він засинає, і голос уві сні каже йому знайти в лісі хатинку, де біля вікна стоять три яйця, з яких він знайде собі наречену. Принц виконує наказ голосу і знаходить хатинку з трьома яйцями, приносить їх і розбиває перше з них. З нього виходить дівчина і просить води, але, оскільки поблизу немає джерела, вона помирає. Принц продовжує подорож і розбиває друге яйце, випускаючи другу діву, але вона помирає, бо не має води, щоб напитися. Тоді принц поспішає до великого озера і розбиває останнє яйце, випускаючи ще одну діву, якій він дає води. Потім вони сидять на пні і розмовляють, поки принц не переконує її піти з ним. Однак діва з яйця просить його влаштувати бал, а потім прийти і забрати її. Принц повертається додому і просить царя влаштувати бал на честь своєї майбутньої нареченої. Поки його не було, стара гусиха, яка підслухала розмову пари, підійшла до діви, втопила її і зайняла її місце. Принц повертається з каретою, щоб забрати свою наречену, але помічає, що молода дівчина перетворилася на стару жінку. Проте він забирає її зі своїм почтом і одружується з нею. Однієї ночі принц чує уві сні голос про свою справжню дружину, яєчну діву, яка перетворилася на золоту рибку на березі річки. Наступного дня принц виходить з дому, знаходить рибу на березі річки і забирає її з собою додому. Коли він вирушає на полювання, фальшива наречена наказує кухареві вбити рибу і приготувати страву. Коли принц повертається з полювання, фальшива наречена подає йому рибу, але він відмовляється їсти. Луска, що залишилася від риби, проростає в явір біля палацу, і принц наказує охороняти дерево. Коли принц вирушає на чергове полювання, фальшива наречена наказує зрубати явір. Принц повертається і бачить, що дерево зрубане. Залишилася лише тріска, яка полетіла в сад сусідньої вдови. Вдова йде в сад, знаходить пахучу скалку і приносить її додому, щоб покласти в скриню. Вдова виводить корову на пасовисько, а коли повертається додому, то бачить, що в хаті прибрано, а їжа приготовлена. Вона розпитує про це сусідів, але ніхто нічого не бачив. Це повторюється і на другий день. На третій день вдові радять вдавати, що вона пасе корову, а самій підглядати за будинком. Роблячи це, вдова виявляє, що зі скрині вилазить яйцедіваа. На четвертий день вдова ловить яйцедіву на місці злочину, і та пояснює вдові все, включаючи те, як принц знайшов її і як вона перетворилася. Тоді писанкарка пише особистого листа і просить вдову передати його нареченому, а якщо охоронці спробують її зупинити, то вона має благати про розмову з принцом. Так і відбувається, і принц читає листа яйцедівиї: вона жива, але просить його влаштувати бал тієї ночі і приїхати за нею під час святкування в кареті. Принц показує листа батькам, і вони запрошують на бал усіх, включно з фальшивою нареченою. Принц вислизає зі святкування, щоб забрати діву в кареті. Повернувшись до фальшивої нареченої, король запитує гостей, як вони мають когось покарати, і фальшива наречена каже, що їх треба вивести на луг і прив'язати до їхніх рук і ніг ослів, щоб четвертувати. Стражники ведуть фальшиву наречену і роблять з нею те, що вона сказала, а принц одружується в церкві зі справжньою яйцедівою.

### Микола Зінчук
В українській казці, зібраній Миколою Зінчуком на Гуцульщині під назвою «Золота дівчина», юнак живе в панському домі і вирішує одружитися, але його дружиною має бути жінка, народжена ним самим. Він вирушає у світ і потрапляє на галявину з яблунями. Він зриває три яблука для себе і йде своєю дорогою. Хоче з'їсти одне з яблук і розрізає перше: з'являється золота діва і просить води, щоб стати його дружиною. Юнак не має з собою води, і дівчина помирає. Проходить він ще трохи і хоче з'їсти друге яблуко: з'являється ще одна діва з плодів і просить води. Він також не дає їй води, і вона помирає. Нарешті він доходить до струмочка і відкриває третє яблуко, випускаючи на волю третю діву. Юнак дає їй води, і вона виживає. Він іде з нею і доходить до криниці біля свого будинку. Він залишає її там, а сам іде купити їй одяг додому. Поки його не було, дочка мачухи юнака йде до криниці і бачить відображення дівчини у воді. Дівчина запитує золоту діву про її присутність, дізнається, що її наречений пішов за одягом, і топить діву в колодязі, а потім забирає її одяг, щоб видати себе за яблуневу діву. Юнак повертається і приймає дівчину за яблуневу дівчину, а потім забирає її додому. Що ж до справжньої яблуневої дівиці, то вона перетворюється на золоту рибку в криниці. Через деякий час фальшива наречена просить юнака принести золоту рибку і зварити її для неї, щоб вона могла відновити здоров'я. Юнак робить це, але риб'яча луска залишається і падає в сад, перетворюючись на золотий ясен. Фальшива наречена просить зрубати дерево. Кілька жінок приходять за тріскою (в оригіналі — «шкаберку»), і одна з них приносить тріску додому і кладе її в скриню. Коли жінка йде з дому і повертається пізніше, вона бачить, що будинок виметений, а їжа приготована для неї. На третій день вона підглядає за своїм будинком і виявляє, що з тріски виходить яблунева діва. Яблунева діва розповідає жінці все: про своє походження з яблука, про свої перетворення і про те, як її підмінили дівчиною. Жінка йде доповідати пану. Тієї ж ночі юнак скликає народні збори. Яблунева дівчина розповідає все перед людьми і перед фальшивою нареченою. Юнак стріляє у фальшиву наречену і бере за дружину яблуневу дівчину.
У закарпатській казці з України, зібраній Миколою Зінчуком під назвою «Золотий стручок», хлопчик повертається після уроків до бабусі та топче її яйця. Бабуся каже йому йти на край світу. Хлопець розповідає про це своїй матері і блукає, поки не досягає краю світу. Він знаходить золотий стручок і відкриває його; з нього виходить дівчина і просить води. Хлопчику не вистачає з собою води, і вона зникає. Він знаходить другий золотий стручок з дівчиною всередині, яка просить води, але, не випивши, зникає. Нарешті він знаходить третій стручок і відкриває його біля водойми, дає трохи дівчині, і вона залишається з ним. Вони проводять деякий час разом, коли хлопець каже, що повинен повернутися до батьків. Стручкова дівчина залишається там, але він робить їй колиску на дереві, щоб вона сиділа. Поки хлопчика немає, з'являються мати і дочка, пара циган; донька бачить у колодязі відображення стручкової дівчини і приймає його за своє, але мати вказує їй на стручкову дівчину на колисці. Жінка засовує стручкову діву в колодязь і замінює її дочкою. Хлопець приводить циганку до свого дому, вважаючи, що вона його наречена. Щодо справжньої, то вона стає рибою, яку деякі рибалки виловлюють із колодязя й приносять хлопчика. Фальшива наречена, за порадою матері, просить батьків хлопця приготувати її, оскільки від її з'їдання покращиться її здоров'я. Залишки риб'ячої луски прилипають до взуття іншої жінки, і вона приносить їх із собою додому. З риб'ячої луски проростає груша, а мати лженареченої радить їй зрубати дерево. Зберігся паросток, який приносить до хати стара жінка. Виходячи з хати, стручкова діва її хату мете. Старенька виявляє її й усиновлює. Одного разу молодий чоловік проходить повз будинок старої жінки і бачить стручкову діву. Через тиждень хлопець посилає по жінок і дівчат, щоб вони вирвали пір'я, і наказує їм розповідати казки. Стручкова діва розкриває все, що сталося з нею від циган, хлопець впізнає її і карає фальшиву циганку, а потім одружується на справжній циганці.
У закарпатській українській казці, зібраній Миколою Зінчуком, під назвою «Іван-царевич і дівчина з яблука», князь Іван не може знайти собі наречену. Після довгої подорожі він зустрічає стару жінку, яка знає про його біду і дає йому торбинку з трьома яблуками, кажучи, що вони подарують йому наречену. Князь Іван сумнівається в правдивості слів баби і розрізає перше яблуко: з нього виходить дівчина, просить води і зникає, бо не має води. Іван проїжджає ще трохи і розрізає друге яблуко, випускаючи ще одну діву, яка зникає, не напившись води. Нарешті він доїжджає до криниці під вербою, біля якої розбили свої намети цигани. Принц розрізає останнє яблуко і відпускає дівчину, якій дає води. Він залишає її під вербою і обіцяє повернутися з каретою, щоб відвезти її до свого замку. Поки його немає, циганка приходить по воду з криниці і бачить яблуневу діву. Вона просить фруктову діву спуститися, розмовляє з нею, потім встромляє їй шпильку в голову, вбиваючи її на місці, а потім кидає її тіло в колодязь. Циганка вилазить на вербу і чекає на царевича. Коли він повертається, то помічає, що його наречена змінилася, і вона бреше, що вітер розвіяв її волосся, а сонце потемніло її шкіру. Іван бере циганку і одружується з нею. Що ж до справжньої яблуневої діви, то вона стає золотою голубкою, яка плаває в криниці, і яку пастухи приносять князю Івану, який щедро платить їм за це. Князь тримає птаха в клітці, але фальшива наречена бреше, що їй потрібно з'їсти страву з птаха, щоб вилікуватися. Кухар бере золотого голуба, щоб убити його, але голуб просить його висмикнути два пера, одне з правого крила, а інше з лівого, і кинути їх біля входу в замок. Так і сталося: кухар вбиває голубку і готує страву, яку їсть фальшива наречена, а на тому місці, де кинули пір'я, виростають дві тополі — золота і срібна. Князь Іван милується деревами, а циганка хоче їх спалити і зробити з попелу луг для купання. Лісоруб підходить до тополь, коли одне з дерев просить його відрізати гілку і кинути її у ставок. Коли він це робить, у ставку з'являється золота качка. Князь Іван побачив качку і схопив її, віддавши таємно старій жінці, щоб та годувала і охороняла її від його дружини. Стара виявляє, що качка перетворюється на голу яблуневу діву, яка виконує роботу по господарству, а потім знову перетворюється на качку. Стара всиновлює яблуневу дівчину, якою захоплюється багато чоловіків. Князь Іван хоче побачити дівчину на власні очі, але вона перетворюється на качку. Згодом у циганки народжується син, який підростає за лічені дні, і його батько, Іван, пропонує зібрати всіх дівчат і жінок у королівстві на прядіння льону під приводом пошуку неодруженої дівчини для нього, але також і тому, що Іван потай сподівається побачити дочку старої жінки. Жінки збираються прясти льон, і як тільки з'являється яблунева діва, люди стікаються до неї. Вона просить розповісти казку, а якщо казка виявиться неправдивою, їй дадуть рубль. Іван погоджується, а циганка відмовляє їй. Коли яблунева діва розповідає, як князь Іван отримав три яблука від старої і як циганка замінила її, циганка намагається перебити яблуневу діву, але Іван просить її продовжувати і платить їй щоразу, коли циганка говорить неправду. Врешті-решт, яблунева діва протистоїть циганці, розкриваючи, що циганка є фальшивою дружиною Івана. Іван прив'язує фальшиву дружину до кінського хвоста і відпускає її, а шлях утворює струмочки, по яких їде тварина, і пагорби, по яких падає тіло циганки.

### Інші казки
В українській казці «Чарівні зернятка» бідне подружжя, чоловік і жінка, мають сина, якого бажають одружити. Жінка відвідує ворожку, щоб дізнатися про майбутню дружину свого сина, і ворожка радить їй увійти в найближчий фруктовий сад і принести три лушпиння кукурудзи і відкрити лушпиння біля джерела води. Жінка виконує вказівки і відкриває першу лушпиння біля річки, випускаючи прекрасну дівчину з місяцем на передній частині. Вона просить води, але жінка злякалася, забувши дати їй води, і дівчина помирає. Вона йде вздовж берега річки і відкриває другу лушпиння, випускаючи таку ж дівчину. Жінка кидається, щоб напоїти її, щоб втамувати спрагу, потім залишає її біля річки і повертається додому, щоб знайти їй одяг, оскільки дівчина носить вербове листя як одяг. Як тільки жінка покидає її, якісь розбійники топлять дівчину в колодязі і замінюють її своєю гидкою служницею. Жінка повертається і помічає, що дівчина виглядає інакше, але служниця каже, що сонячні промені потемніли її шкіру. Фальшива невістка лінива і керує всіма навколо. Одного разу жінка посилає свою невістку набрати води з колодязя, та знаходить маленьку рибку, яку вона не може зловити. Жінка посилає чоловіка виловити тварину з колодязя, і фальшива невістка готує з неї їжу, але луска залишається і падає у сміттєву купу. Жінка вимітає луску та смітник, а з риб'ячої луски проростає груша. Фальшива невістка наказує зрубати дерево, але щепа залишається і вилітає в сусідський сад. Сусіди, літнє подружжя, забирають щепку до себе в будинок і йдуть шукати в лісі гриби та червоні ягоди. Повернувшись, вони бачать, що будинок виметено, а їжа зварена. Інший сусід розповідає їм, що бачив у них вдома красиву дівчину. Наступного дня подружжя знаходить дівчину з кукурудзяного лушпиння та приймає її як свою дочку. Проте діва кукурудзяного лушпиння ніколи не виходить з дому заради місячної позначки на лобі. Через деякий час сусідка запрошує стареньку та її дочку. Діва кукурудзяного лушпиння ховає свій слід тканиною і йде обривати птахів. Коли вона це робить, полотно спадає з її голови, і жінка впізнає лушпинну дівчину як ту, яку вона випустила з лушпиння. Вона виганяє фальшиву невістку і видає лушпинну дівчину в шлюб зі своїм сином.
У казці на їдиш, зібраній від інформатора на ім’я Хіне Ліфшиц із Кременчука, під назвою «Принцеса третього гарбуза» стара жінка каже королівському подружжю та принцу шукати сад із трьома гарбузами. Принц іде в цей сад, дістає гарбузів і кожну відкриває; з кожного виходить панна і просить води напитися. Тільки третя отримує воду і виживає. Принц змушує її чекати на вершині дерева, поки він повертається до замку, щоб принести для неї одяг. Поки його немає, з'являється циганка, яка бачить у воді відображення дівчини, прийнявши його за своє. Діва-гарбуз сміється з сум'яття, яке сповіщає циганку про дівчину. Циганка засовує гарбузову дівчину в колодязь і замінює її собою на вершині дерева. Принц повертається і застає циганку замість гарбузової діви, а жінка накладає закляття, щоб зберегти фасад. Тим часом дівчина перетворюється на золоту рибку в колодязі. Королівський кухар виловлює золоту рибку відром і вирішує приготувати її на бенкет. Золоту рибку вбивають, а її луску викидають. Та сама стара жінка знаходить риб'ячу луску і приносить її додому, щоб змайструвати для неї черевичок. Коли старенька виходить з дому і повертається, вона бачить, що все зроблено для неї: будинок підмітений, їжа приготована. Наступного дня вона йде прясти льон і засинає, а коли прокидається, льон вже готовий. Вона вирішує це дослідити і виявляє, що дівчина-гарбуз виходить із золотого черевика, зробленого з риб’ячої луски. Жінка швидко кидає черевики у вогонь, і дівчина не може повернутися до свого маскування. Через деякий час дівчина посилає стару проситися на службу до князя, а той просить нову скатертину. Діва-гарбуз шиє гарну скатертину із зображенням саду та власного обличчя посередині. Стара жінка віддає скатертину принцу, якому вона так сподобалася, що він використав її для весільного бенкету. Коли скатертину розстеляють на столі, князь помічає її вишукану роботу і запитує про її авторство. Він іде до хатини старої, і стара каже йому, що його пошила не вона, а «принцеса золотого черевичка». Принц їде на зустріч з цією принцесою і дізнається, що вона його справжня кохана. Він цілує її, і чари циганки розвіюються. Циганку виганяють із замку, а принц одружується з гарбузовою дівчиною.

## Виноски
1. ↑  «Мотив жінки, заколотої шпилькою в голову, зустрічається в AT 403 (в Індії) і в AT 408 (на Близькому Сході і в Південній Європі)».[6]
2. ↑  За словами угорсько-американської дослідниці Лінди Дег, «(...) Помаранчева діва (AaTh 408) стає принцесою. Її неодноразово вбиває мати підмінної дружини, але вона повертається у вигляді дерева, кришки від горщика, розмарину або голуба, з якого вона сім разів повертає собі людську подобу, така ж прекрасна, як і колись».[7]